# 子ども・子育て本部
子ども・子育て本部（こども・こそだてほんぶ、英語：Children and Child-rearing Administration）は、日本の官公庁の一つであり、内閣府の特別の機関であった。

## 概要
子ども・子育て本部は、子ども・子育て支援法が施行された2015年4月1日に、内閣府に設置された特別の機関である。児童手当の運営や、少子化社会対策基本法に基づく施策の大綱策定などを行っている。2023年3月31日、こども家庭庁発足に伴い廃止された。

## 組織
- 本部長 - 内閣府特命担当大臣（少子化対策担当）[2]
- 副本部長 - 内閣総理大臣の指名する副大臣[3]
  - 統括官[3]
    - 審議官[3]
      - 参事官（総括担当）[4]
      - 参事官（子ども・子育て支援担当）[4]
      - 参事官（少子化対策担当）[4]
      - 参事官（認定こども園担当）[4]
      - 参事官[3]

    - 大学等修学支援担当室[4]
      - 参事官[4]